# 黃志翔
黃志翔（1960年—），台灣知名的導演和編劇，雲林縣人，中國文化大學戲劇學系畢業。多年來從事編劇工作，擅長寫人文情懷與社會寫實題材的故事，電視劇《名揚四海》榮獲2003年第38屆金鐘獎最佳戲劇節目連續劇獎。於2012年首次擔任導演，親自執導寫作的劇本《小孩大人》入圍第47屆金鐘獎最佳戲劇節目獎、最佳戲劇節目女主角獎、最佳戲劇節目男配角獎、最佳戲劇節目導演獎、最佳戲劇節目編劇獎5項提名，並入圍第17屆亞洲電視節男主角獎、男配角獎。

## 經歷
電影專業刊物《電影旬刊》主編，電影《代課教師》副導演，文化性期刊《南方雜誌》總編輯，《環球日報》主筆，《實踐筆記》雜誌發行人兼總編輯，大我文創工作隊執行長，台灣農民聯盟宣傳部部長，九二一受災戶聯盟秘書長，1996年中華民國總統選舉陳履安《真實的台灣．我們的承擔》系列廣告創意總監。

## 編劇作品

### 電視劇
| 年份 | 播出頻道  | 劇名                 | 獎項                             |
| 1993 | 台視      | 《大太監與小木匠》   |                                  |
| 1997 | 中視      | 《金色夜叉》         |                                  |
| 1997 | 台視      | 《非常任務》         |                                  |
| 1998 | 中視      | 《大巡按番薯官》     |                                  |
| 1999 | 公視      | 《車票》             |                                  |
| 1999 | 民視      | 《一枝草一點露》     |                                  |
| 2001 | 台視      | 《流氓教授》         |                                  |
| 2001 | 台視      | 《望鄉》             |                                  |
| 2002 | 民視      | 《移山倒海樊梨花》   |                                  |
| 2002 | 台視      | 《臺灣曼波——金水嬸》 |                                  |
| 2003 | 台視      | 《名揚四海》         | 獲得2003年第38屆金鐘獎最佳編劇獎 |
| 2004 | 華視      | 《候鳥e人》          |                                  |
| 2006 | 華視      | 《寶島少女成功記》   |                                  |
| 2008 | 公視      | 《春風若來》         |                                  |
| 2008 | 公視      | 《天平上的馬爾濟斯》 |                                  |
| 2011 | 公視      | 《風中緋櫻》         |                                  |
| 2012 | 公視      | 《小孩大人》         |                                  |
| 2015 | 台視      | 《新世界》           |                                  |
| 2015 | 台視      | 《天若有情》         |                                  |
| 2019 | 公視      | 《糖糖Online》       |                                  |
| 2020 | 台視/東森 | 《王牌辯護人》       |                                  |
| 2020 | 民視      | 《無主之子》         |                                  |
| 2021 | 民視      | 《日蝕遊戲》         |                                  |

## 外部連結
- 黃志翔 - MovieCool 華文影劇數據平台